# Llei de Memòria Històrica
La Llei per la qual es reconeixen i amplien drets i s'estableixen mesures en favor dels qui van patir persecució o violència durant la Guerra Civil i la Dictadura, més coneguda com a Llei de Memòria Històrica, va ser una llei espanyola aprovada pel Congrés dels Diputats el 31 d'octubre de 2007 en partir del text del projecte de llei prèviament aprovat pel Consell de Ministres el dia 28 de juliol de 2006, sota la presidència de José Luis Rodríguez Zapatero.
Incloïa el reconeixement de totes les víctimes de la Guerra Civil i de la dictadura, però no l'obertura de fosses comunes en les quals encara jeien les restes de represaliats pels revoltats en la Guerra Civil, realitzades des d'entitats privades (com l'Associació per a la Recuperació de la Memòria Històrica -ARMH- i el Fòrum per la Memòria) o comunitats autònomes. Havia de contribuir a la desfranquització de l'Estat.
L'Associació per a la Recuperació de la Memòria Històrica -ARMH, pionera en l'exhumació científica de fosses comunes d'assassinats per la dictadura franquista, va criticar que en el seu preàmbul el text afirma que la memòria de les víctimes del franquisme és personal i familiar; negant d'aquesta manera en el seu marc de plantejaments que els delictes del franquisme són comesos contra tota la societat i la humanitat i l'haver de l'Estat de practicar polítiques públiques que garantisquen a les víctimes dels delictes més greus que existeixen el seu dret a la veritat, a la justícia i a la reparació. La insatisfacció amb el text de la llei és el que va portar a catorze associacions memorialistes a presentar una denúncia per centenars de desaparicions davant l'Audiència Nacional el 14 de desembre de 2006.
Fou derogada amb l'entrada en vigor de la Llei 20/2022, de 19 d'octubre, de Memòria Democràtica, aprovada pel Congrés dels Diputats i que va entrar en vigor el 21 d'octubre de 2022.

## Antecedents
En 1969 Francisco Franco va dictar el Decret llei 10/1969, pel qual prescrivien tots els delictes comesos abans d'1 d'abril de 1939, (és a dir, el final de la Guerra Civil). Aquest Decret-Llei va ser dictat trenta anys acabada la Guerra Civil.
Amb l'arribada de la democràcia es van anar promulgant una sèrie de decrets i lleis específiques per a tractar de compensar les penalitats i sofriments d'aquells que van patir els avatars de la guerra en el bàndol republicà o presó en l'època franquista. Algunes d'elles van ser:
- Decret 670/1976, de 5 de març, pel qual es regulen pensions a favor dels espanyols que, havent patit mutilació a causa de la passada contesa, no puguen integrar-se en el cos de cavallers mutilats de guerra per la pàtria.
- Llei 46/1977, de 15 d'octubre, d'Amnistia.
- Llei 5/1979, de 18 de setembre, sobre reconeixement de pensions, assistència mèdic-farmacèutica i assistència social a favor de les vídues, fills i altres familiars dels espanyols morts com a conseqüència o en ocasió de la passada guerra civil.
- Llei 35/1980, de 26 de juny, sobre pensions als mutilats excombatents de la zona republicana.
- Llei 6/1982, de 29 de març, de pensions als mutilats civils de guerra.
- Llei 37/1984, de 22 d'octubre, de reconeixement de drets i serveis prestats als qui durant la Guerra Civil van formar part de les forces armades, forces d'ordre públic i cos de carabiners de la República.
- Disposició addicional divuitena de la llei 4/1990, de 29 de juny, de Pressupost Generals de l'Estat per a 1990, que determina les indemnitzacions a favor dels qui van patir presó com a conseqüència dels supòsits contemplats en la llei 46/1977, de 15 d'octubre, d'amnistia.

Totes aquestes lleis, decrets i disposicions han sigut millorats i ampliats per algunes comunitats autònomes.
El 28 d'octubre de 2007, el Congrés dels Diputats va aprovar la Llei per la qual es reconeixen i amplien drets i s'estableixen mesures a favor dels qui van patir persecució o violència durant la Guerra Civil i la dictadura, comunament coneguda com a "Llei per a la Memòria Històrica". El dia 10 de desembre, va ser aprovada al Senat.

## Desenvolupament
El programa electoral del PSOE per a les eleccions de 2004 no feia cap esment a la "memòria històrica". Solament parla de la creació d'un Centre Estatal de Documentació i Investigació Històrica sobre la Guerra Civil i el franquisme, dins de l'àrea de cultura del programa:
| « | Creació del Centre Estatal de Documentació i Investigació sobre la Guerra Civil i el Franquisme. Concentrant en l'actual Arxiu Històric de Salamanca (funcionalment desaparegut) les capacitats de consulta, investigació i exhibició, a través de suports físics o virtuals digitalitzats, sobre la totalitat dels fons existents, de titularitat pública o privada, en tot l'estat espanyol, relacionats amb el període comprès entre 1936 i 1975: el Patrimoni com a memòria reconciliadora. | » |
| — Programa Electoral del PSOE per a les Eleccions Generals de 2004. Objectius estratègics d'un nou ministeri per a la cultura i la comunicació | |   |

Tampoc en el seu discurs d'investidura, el president José Luis Rodríguez Zapatero va fer esmena de la memòria històrica o d'altres projectes relacionats.
El procés que va derivar en l'aprovació del mateix es va iniciar el 10 de setembre de 2004 amb l'aprovació d'un reial decret de creació d'una comissió interministerial (la Comissió Interministerial per a l'Estudi de la Situació de les Víctimes de la Guerra Civil), presidida per la vicepresidenta María Teresa Fernández de la Vega per a l'estudi de la situació de les víctimes de la Guerra Civil i el franquisme, i cercara la seua «rehabilitació moral i jurídica". El treball de la comissió no va produir resultats durant l'any següent i els llavors socis preferents del govern, Esquerra Republicana de Catalunya i Izquierda Unida, van expressar el seu descontentament per la falta de resultats de la comissió, presentant, el 18 de novembre de 2005, sengles proposicions de llei per a la recuperació de la memòria històrica.
El 22 de juny de 2006 es va aprovar al Congrés dels Diputats amb l'única oposició del Partit Popular que l'any 2006 fos declarat any de la memòria històrica. El 28 de juny d'aqueix any, el govern va presentar un projecte de llei, amb el nom de Projecte de llei per la qual es reconeixen i amplien drets i s'estableixen mesures en favor dels qui van patir persecució o violència durant la guerra civil i la dictadura que ha estat criticat tant pel Partit Popular com per Esquerra Republicana de Catalunya i Izquierda Unida, que fins i tot han presentat projectes alternatius.
Durant el mes d'octubre de 2007, van culminar les negociacions entre el PSOE, Izquierda Unida, el PNB i BNG per a tramitar el projecte de llei de manera que fóra aprovat abans de la finalització de la legislatura. Es preveia que a l'acord se sumarien també CiU, Chunta Aragonesista i Nova Canàries.
AL País Valencià es realitzaren, finançades per la Diputació de València, les exhumacions de les foses comunes a partir del 2015 amb el nou govern.

## Disposicions

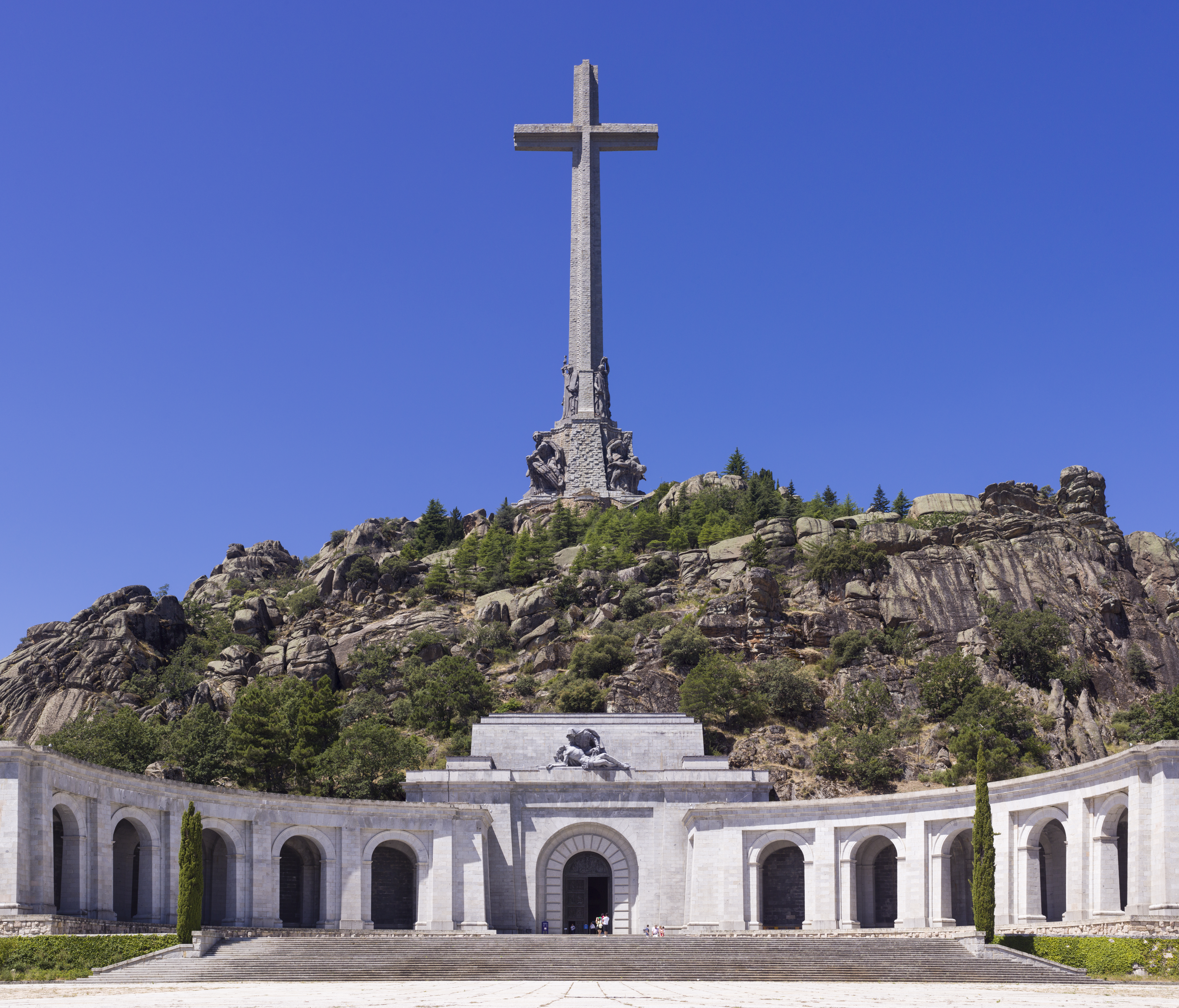
El Valle de los Caídos.

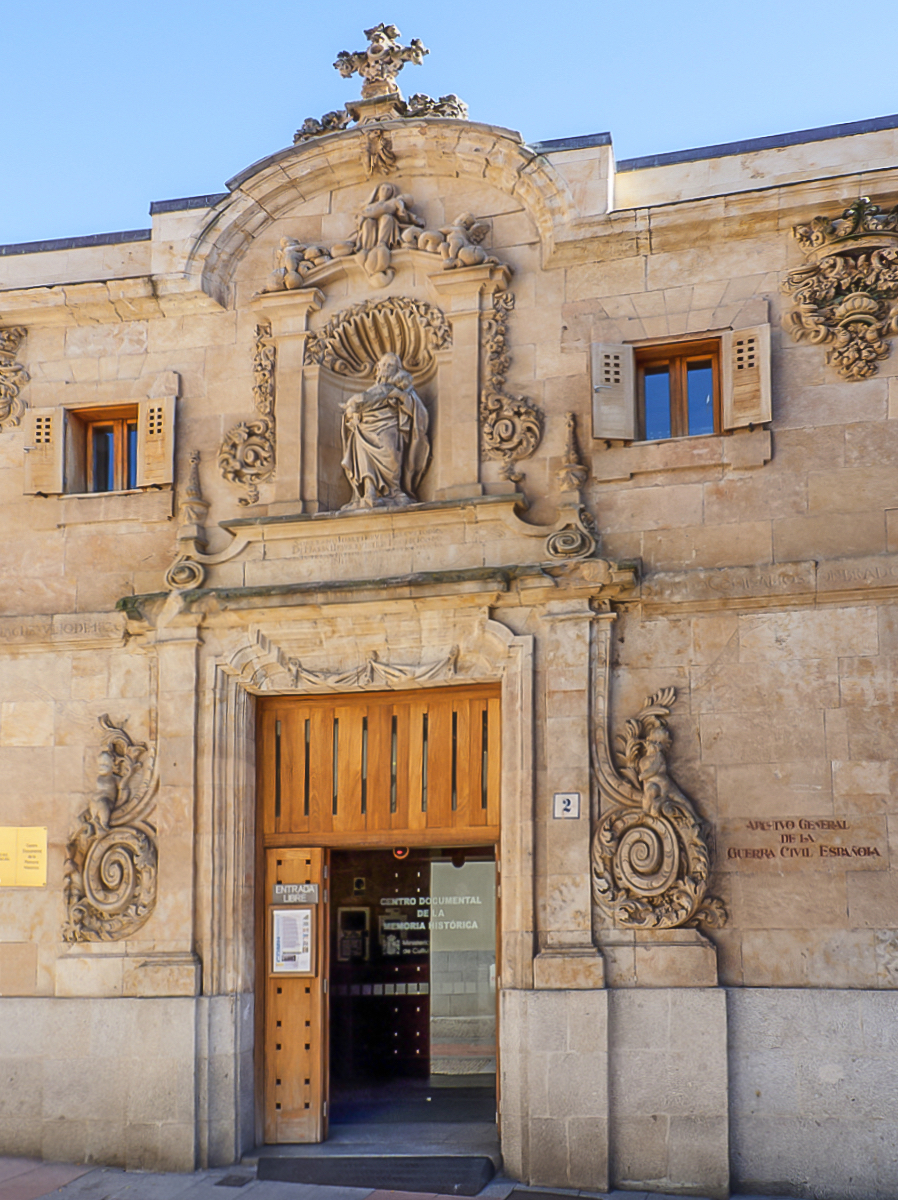
Seu de l'Arxiu General de la Guerra Civil, que s'integrarà en el Centre Documental de la Memòria Històrica.

Després del llarg procés de gestació de la llei, les seves disposicions van ser les següents:
- Judicis sumaris del franquisme: la llei reconeix en el seu preàmbul el caràcter radicalment injust de totes les condemnes, sancions i violència personal [..] durant la Guerra Civil i [..] la Dictadura". Els tribunals franquistes i les seues condemnes, dictades per motius polítics, ideològics o de creença [..] contra els qui van defensar la legalitat institucional anterior, van pretendre el restabliment d'un règim democràtic a Espanya o van intentar viure conforme a opcions emparades per drets i llibertats avui reconeguts per la Constitució, són declarats "il·legítims". No obstant això, encara que els judicis no són anul·lats, el preàmbul de la llei estableix que davant les demandes de revisió de judicis, la Justícia no podrà rebutjar-les invocant les lleis de la dictadura, definides com a repressores i contràries als drets fonamentals, com ha ocorregut fins a l'actualitat.
- Ajudes als represaliats: les ajudes existents a les víctimes del franquisme i a les seues famílies (pensions, compensacions financeres) són esteses. A més, podran beneficiar-se amb fins a 135.000 euros les famílies de les “persones mortes en defensa de la democràcia entre l'1 de gener de 1968 i el 6 d'octubre de 1977”.
- Fosses comunes: l'Estat ajudarà a la localització, identificació i eventual exhumació de les víctimes de la repressió franquista els cadàvers de la qual es troben encara desapareguts, sovint enterrats en fosses comunes.
- Símbols franquistes: la llei estableix que els escuts, insígnies, plaques i altres objectes o esments commemoratius d'exaltació personal o col·lectiva de l'aixecament militar, de la Guerra Civil i de la repressió de la dictadura hauran de ser retirades dels edificis i espais públics. La retirada no serà aplicable quan [..] hi hagi raons artístiques, arquitectòniques, o artístic-religioses protegides per la llei, la qual cosa podrà aplicar a esglésies.

Només a Andalusia han fet un inventari de 595 fosses en la qual es desconeixen el nombre total de cadàvers.
- Valle de los Caídos: es regirà per les normes aplicables a llocs de culte i religiosos. Es disposa la seva despolitització, prohibint-se els actes de naturalesa política [..] exaltadores de la Guerra Civil, dels seus protagonistes, o del franquisme i que la fundació gestora del Valle inclourà entre els seus objectius honrar i rehabilitar la memòria de totes les persones mortes a conseqüència de la Guerra Civil de 1936-1939 i de la repressió política que li va seguir.
- Brigadistes Internacionals: se'ls concedirà la nacionalitat espanyola sense que hagen de renunciar a la pròpia.
- Nacionalitat per a Fills i Nets d'exiliats: Malgrat estar inclosa com a Disposició Addicional dins de la Llei de Memòria Històrica, l'Apartat Primer de la Disposició Addicional 7a permet optar per la nacionalitat espanyola als fills de persones que hagueren sigut originàriament espanyoles, sense importar la seva data de naixement ni el seu lloc de naixement. És a dir que en la pràctica pot optar qualsevol net d'home emigrant des que aquest haja mantingut la nacionalitat espanyola fins a almenys el naixement del seu fill en l'exterior. És de recordar que fins al 29 de desembre de 1978 era l'home qui transmetia la nacionalitat als seus fills, de manera que aquests van poder haver sigut originàriament espanyols sense importar el seu país de naixement, donant així dret als seus propis fills a optar per l'Apartat Primer, sense importar la data d'emigració de l'avi. Per l'Apartat Segon de la Disposició Addicional 7a, poden optar els nets dels qui hagueren perdut o hagut de renunciar a la nacionalitat a conseqüència de l'exili. És a dir que per a poder optar per aquest Apartat sí és necessari tenir en consideració la data d'emigració d'Espanya de l'avi o àvia, perquè es presumeix la condició d'exiliat de qualsevol que haja emigrat d'Espanya en el període comprès entre el 18 de juliol de 1936 i el 31 de desembre de 1955. La Disposició Addicional 7a estarà en vigència fins al 27 de desembre de 2011.
- Centre Documental de la Memòria Històrica: es crea el Centre Documental de la Memòria Històrica a Salamanca, en el qual s'integrarà l'Arxiu General de la Guerra Civil.

## Crítiques
El Partit Popular i diversos mitjans de comunicació de caràcter conservador van criticar aquestes iniciatives al·legant que obrien velles ferides. Altres mitjans arriben a afirmar que amb aquestes accions, Zapatero pretén "guanyar la guerra civil que es va enterrar i va superar amb la Transició i pretén establir la legitimitat democràtica en 1931, no en 1978" (Luis María Ansón, 4/10/2005).
Els aliats preferents del govern a l'inici de la legislatura, Esquerra Republicana de Catalunya i Esquerra Verda, van criticar la tardança del govern a aprovar la llei de recuperació de la memòria històrica promesa en 2004 i retardada tres cops, presentant les seves pròpies proposicions de llei al novembre de 2005.
El PP va votar favorablement alguns dels articles de la llei durant la seva tramitació, i Mariano Rajoy va comprometre's a modificar-la si guanyava les eleccions generals espanyoles de 2011